# 2 Kompania Czołgów Lekkich Dowództwa Obrony Warszawy

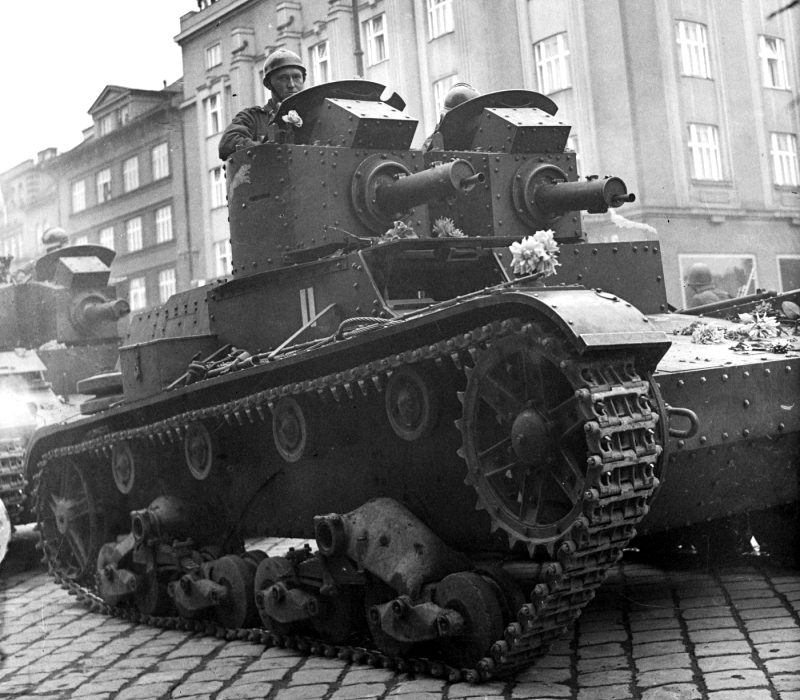
Czołg 7TP w wersji dwuwieżowej

2 Kompania Czołgów Lekkich Dowództwa Obrony Warszawy – improwizowany pancerny pododdział broni pancernych Wojska Polskiego w II Rzeczypospolitej.

## Formowanie
Kompania sformowana w dniach 2-5 września 1939 przez Centrum Wyszkolenia Broni Pancernych w Modlinie i 3 batalion pancerny w Warszawie jako oddział dyspozycyjny Naczelnego Wodza.
Na wyposażeniu posiadała 11 czołgów 7TP z najnowszej produkcji, oznaczanych też czasem w historiografii powojennej jako 9TP.
Rano 2 września 1939 roku w Twierdzy Modlin komendant Szkoły Podchorążych Broni Pancernych, mjr Bronisław Brągiel polecił oficerowi wyszkolenia, kpt. Feliksowi Michałkowskiemu zabrać wszystkie sprawne czołgi lekkie, pozostałe po przeprowadzonej w Centrum Wyszkolenia Broni Pancernych mobilizacji i zameldować się następnego dnia w 3 batalionie pancernym w Warszawie.
W dniu 2 września 1939 roku około godz. 20.00 kapitan Feliks Michałkowski na czele siedmiu czołgów lekkich 7TP, w wersji dwuwieżowej, wyruszył do stolicy. Przed Nowym Dworem Mazowieckim kolumna została zaatakowana przez samoloty Luftwaffe, w związku z czym dowódca pododdziału nakazał kontynuowanie marszu bocznymi drogami. W trakcie marszu został utracony jeden czołg.
Następnego dnia w Warszawie kompania została podporządkowana dowódcy Grupy Operacyjnej Obrony Warszawy, gen. bryg. Walerianowi Czumie. Kompania otrzymała kryptonim „Kula”, a jej skład został uzupełniony plutonem czołgów z 3 batalionu pancernego. Kapitan Michałkowski otrzymał rozkaz rozlokowania kompanii w Ogrodzie Krasińskich, gdzie miała stanowić odwód przeciwpancerny nr 1 dowódcy Grupy Operacyjnej. Dowódca zorganizował kompanię w dwa plutony po pięć czołgów oraz patrol reperacyjny. Kompania posiadała łącznie jedenaście czołgów, dwa ciężkie karabiny maszynowe wzór 1930 do obrony przeciwlotniczej oraz dwa samochody ciężarowe w patrolu reperacyjnym (Fiat 621 i Praga).
5 września 1939 roku kompania weszła w skład Grupy Pancerno-Motorowej Dowództwa Obrony Warszawy.

## Działania bojowe
Początkowo, 5 września dowódca obrony Warszawy, gen. bryg. Walerian Czuma zatrzymał oddział do swojej dyspozycji, nakazując ugrupowanie w Ogrodzie Saskim, włączając go jednocześnie w skład improwizowanej grupy pancerno-motorowej, pod dowództwem kpt. Bolesława Kowalskiego.
6 września czołgi brały udział w przeprowadzaniu prób wytrzymałości budowanych barykad. W tym samym dniu do oddziału dołączyli elewi Szkoły Podchorążych Broni Pancernych, dzięki czemu każdym czołgiem dowodził podchorąży.
7 września kompania patrolowała przedpole Warszawy w kierunku Grójca oraz dalej na Mogielnicę i Nowe Miasto. Nigdzie nie stwierdzono wojsk nieprzyjaciela. Pluton por. Sempolińskiego prowadził działania jako patrol rozpoznawczy w kierunku Wyszkowa, gdzie nawiązał kontakt z dowódcą 1 DP Leg.
9 września rano oddział wspierał obronę miasta podczas ataku niemieckiej 4 DPanc. na Ochotę. Do pierwszego starcia z czołgami nieprzyjaciela doszło na niezabudowanym terenie pomiędzy ul. Grójecką, a torami kolejki WKD, w okolicy ul. Kopińskiej, a następnie ok. godz. 13:00 w rejonie ul. Sękocińskiej. Przeciwnikiem plutonu por. Kraskowskiego były czołgi z niemieckiego I batalionu 35 pułku pancernego. Kolejne walki pluton stoczył ok. godz. 16:00 w rejonie zbiegu ulic Grójeckiej i Opaczewskiej, gdzie wsparł on skuteczny kontratak plutonów 40 pp i 41 pp, którego celem było odzyskanie utraconych wcześniej barykad. Strat własnych nie odnotowano.
10 września kompanię przesunięto do ogrodów Instytutu Głuchoniemych. przerzucono do dzielnicy Wola, gdzie jej czołgi wsparły kontratak batalionu 40 pp koło cmentarza prawosławnego. Wozy dotarły do pętli tramwajowej, dostając się pod silny ostrzał nieprzyjaciela, w wyniku którego uszkodzony został jeden czołg, a dwóch członków załogi odniosło rany. Uszkodzony pojazd odholowano do własnych linii. Wieczorem tego samego dnia kompania w składzie większej grupy wyruszyła na rozpoznanie terenu pomiędzy Puszczą Kampinoską, a szosą Warszawa – Leszno. Oddział dotarł w rejon cmentarza w Wawrzyszewie, gdzie jednemu z plutonów poprzez nieuwagę przeciwnika udało się wyjść na tyły niemieckiego plutonu czołgów z 36 pułku pancernego (4 DPanc.), uszkadzając z niewielkiej odległości 3 wozy nieprzyjaciela, biorąc również do niewoli ich dowódcę. Jednemu z niemieckich czołgów udało się uciec, a w toku walk zniszczono również 3 samochody ciężarowe i uwolniono kilkudziesięciu wziętych uprzednio do niewoli żołnierzy polskich.
Po uporządkowaniu oddziału, po zmroku polskie czołgi patrolowały dalej, dostając się pod ostrzał w rejonie wsi Placówka oraz Gać, spod którego udało im się jednak wymanewrować. Na kierunku Nowego Wawrzyszewa oddział kpt. Grąbczewskiego napotkał nagle kompanię z niemieckiego 36 pułku pancernego. Doszło do chaotycznej wymiany ognia, podczas której 2 polskie wozy uległy niewielkim uszkodzeniom. Cały oddział zebrał się ponownie w rejonie Burakowa, gdzie około północy otrzymał rozkaz powrotu od gen. Czumy. W drodze powrotnej pluton por. Kraskowskiego dostał się pod ogień własnych oddziałów w rejonie Babic, szczęśliwie obyło jednak się bez większych uszkodzeń.
11 września kompania przygotowywała się do nocnego wypadu na Okęcie, w którym miała wraz z 1 kompanią czołgów lekkich wesprzeć II batalion 360 pp, w związku z czym wieczorem zajęła pozycje wyjściowe w Al. Niepodległości. Natarcie rozpoczęło się dopiero o 5:00 rano 12 września, kompania działała na lewym skrzydle ugrupowania, uderzając w kierunku torów wyścigowych na Służewcu. Przełamano przesłonę oddziałów 82 pp z niemieckiej 31 DP odcinając wojsko przeciwnika od punktu dowodzenia, po czym ok. godz. 6:00 polskie wozy dotarły do szosy krakowskiej, minąwszy kolonię Okęcie. Dalsze działanie na kolonię Załuski napotkało silny opór niemieckiego I batalionu 33 pp wspartego silną artylerią i w skoncentrowanym ogniu polskie oddziały poniosły straty (głównie czołgi z 1 kompanii). Część czołgów między Zbarżem, a Służewem natknęła się na niemieckie oddziały pancerne, gdzie podczas walk w rejonie torów wyścigowych stracono jeden wóz, trafiony w wieżę. Po walkach w skład 1 kompanii czołgów lekkich DOW włączono ocalałe 5 czołgów z 2 kompanii. Od tego czasu obie połączone kompanie występowały pod nazwą kompanii czołgów lekkich DOW pod dowództwem kpt. Stanisława Grąbczewskiego. 
15 września pluton kompanii wraz z plutonem tankietek patrolowały przedpole Warszawy w rejonie Woli. Pod Babicami polskie czołgi napotkały pododdział pancerny z niemieckiej 4 DPanc. Wywiązała się walka, podczas której zdobyto czołg nieprzyjaciela, a jego załogę wzięto do niewoli. Podczas powrotu na pozycje wyjściowe jeden z polskich wozów został poważnie uszkodzony przez własną minę przy barykadzie zamykającej szosę na Młociny. Załodze udało się szczęśliwie ewakuować, choć pod ogniem nieprzyjaciela.
18 września kompania wsparła wypad Batalionu Stołecznego i kompanii batalionu 360 pp celem nawiązania łączności z nadchodzącymi oddziałami Armii „Poznań” w kierunku na Groty, na południe od ul. Górczewskiej. Na przedpolu Chrzanowa napotkano czołgi nieprzyjaciela z 1 DLek. gdzie doszło do zaciętych walk, podczas których stracono kilka czołgów. Pozostałe wozy bez osiągnięcia zamierzonego celu powróciły na pozycje wyjściowe.
19 września oddział przejechał na Grochów, skąd dalej miał wziąć udział w wypadzie w rejonie Pragi południowo-wschodniej, celem nawiązania łączności z nadchodzącymi resztkami 13 DP. Akcję jednak odwołano. 
26 września kompania wspierała początkowo Lotniczy Oddział Szturmowy w kontrataku wyprowadzonym z rejonu pomiędzy cmentarzem wolskim a prawosławnym uderzając na skrzydło nacierających oddziałów niemieckiej 31 DP. Po osiągnięciu linii torów kolejowych i otrzymaniu ognia czołowego artylerii nieprzyjaciela, kompanię wycofano do odwodu. Następnie ok. godz. 17:00 czołgi wspierały natarcie 8 kompanii 40 pp w kierunku parowozowni na Czystem, pomagając przywrócić ogólne położenie wojsk polskich.
27 września kompania przegrupowała się i zajęła na Woli położenie wyjściowe celem wsparcia wypadu Batalionu Stołecznego. Jednakże wskutek podjętych już rokowań kapitulacyjnych, działania odwołano. Pozostałe czołgi uszkodzono. W tym samym dniu wszystkie oddziały pancerne złożyły broń na Nabrzeżu Kościuszkowskim.

## Obsada etatowa
- dowódca kompanii - kpt. Feliks Michałowski (ranny 12 IX 1939 w niewoli[6])[d]
  - 1 pluton - por. Władysław Sempoliński[7]
  - 2 pluton - ppor. Jerzy Gołębiowski[7](do +11 IX 1939[8])